# Frank Dressler-Lehnhof
Frank Dressler-Lehnhof, né le 30 septembre 1976 à Landstuhl, est un coureur cycliste allemand.

## Palmarès et classements mondiaux

### Palmarès
- 2002
  - 2e de Romsée-Stavelot-Romsée
- 2008
  - 3e du Grand Prix Raf Jonckheere
  - 3e de la Gullegem Koerse
- 2009
  - 3e du Grand Prix de la ville de Pérenchies
- 2010
  - Ronde pévéloise

### Classements mondiaux
| Année           | 2006 | 2007 | 2008 | 2009 | 2010 |
| --------------- | ---- | ---- | ---- | ---- | ---- |
| UCI Africa Tour |      | 90e  |      |      |      |
| UCI Europe Tour | 968e | 397e | nc   | 319e | 308e |